# Arethas från Caesarea
Arethas från Caesarea var ärkebiskop av Caesarea i Kappadokien i början av 900-talet, han levde ännu år 932.
Han inlade stora förtjänster om bevarandet av den klassiska litteraturens alster. Han lät bland annat åt sig förfärdiga den berömda Platonhandskriften från Patmos (Codex clarcianus, nu i Oxford) och författade högst värdefulla kommentarer till Platon, Euklides, Lukianos med flera även kristna författare. Bland hans övriga arbeten kan nämnas hans predikningar och brev samt en mängd teologiska avhandlingar.